# Temesgen Buru
Temesgen Buru (16 de noviembre de 1994) es un ciclista etíope. Debutó como profesional con el equipo Burgos-BH en 2016.

## Palmarés
2017
- 2.º en el Campeonato de Etiopía Contrarreloj

2018
- 3.º en el Campeonato de Etiopía Contrarreloj

2019
- 2.º en el Campeonato de Etiopía Contrarreloj
- 2.º en el Campeonato de Etiopía en Ruta

## Equipos
- Burgos-BH (2016)
- ProTouch (11.2019-12.2019)